# Southland (Fernsehserie)
Southland ist eine US-amerikanische Drama-Fernsehserie, die von den persönlichen und beruflichen Problemen einer Gruppe von Polizisten des Los Angeles Police Department handelt. Sie besteht aus fünf Staffeln mit 43 Episoden und wurde zunächst vom 9. April bis zum 21. Mai 2009 auf NBC und danach vom 2. März 2010 bis zum 17. April 2013 bei TNT ausgestrahlt. Die deutschsprachige Erstausstrahlung begann am 28. August 2012 bei kabel eins.

## Handlung
Die Serie zeigt den harten sowie oft frustrierenden beruflichen und privaten Alltag einer Reihe von Streifenpolizisten und Detectives des Los Angeles Police Department. Viele Polizisten haben mit gesundheitlichen Problemen oder einem desolaten Privatleben zu kämpfen, im Dienst gibt es häufig Konflikte mit Kollegen, und keineswegs sind Einsätze und Ermittlungen immer von Erfolg gekrönt.
Einer der Hauptcharaktere ist der junge Polizist Ben Sherman, der kürzlich seine Ausbildung an der Polizeischule abgeschlossen hat. Bereits zu Beginn muss er feststellen, dass der Polizeialltag nicht immer nach Lehrbuch abläuft und sich persönliche Probleme der Polizisten auch auf deren Arbeit auswirken. Sein Partner John Cooper steht ihm anfangs skeptisch gegenüber, weil Sherman wohlhabenden Kreisen entstammt. Weitere wichtige Charaktere sind Detective Sammy Bryant, dessen Ehe in einer tiefen Dauerkrise steckt, Detective Lydia Adams, deren Privatleben unter ihrem Beruf leidet, Officer Chickie Brown, Detective Daniel Salinger, Detective Nate Moretta und Detective Russell Clarke.

## Produktion
Die Serie wurde das erste Mal am 9. April 2009 auf NBC ausgestrahlt. Die erste Staffel besteht nur aus sieben Folgen. Am 1. Mai 2009 gab NBC bekannt, dass Southland für eine zweite Staffel, die 13 Folgen erhalten sollte, verlängert wurde, die ab dem 25. September 2009 ausgestrahlt werden sollte. Später wurde der Starttermin der zweiten Staffel auf den 23. Oktober verschoben. Am 8. Oktober 2009 gab NBC unerwartet bekannt, dass die Produktion eingestellt wurde.
TNT erwarb die Rechte an der kompletten ersten Staffel und den schon fertig produzierten sechs Folgen der zweiten Staffel. TNT begann am 12. Januar 2010 Southland auszustrahlen. Der Sender plante zunächst noch nicht die Produktion weiterer Folgen, da man erst die Quoten der 13 produzierten Folgen abwarten wollte.
Aufgrund der zufriedenstellenden und steigenden Quoten bestellte TNT im April 2010 eine dritte Staffel und im März 2011 eine vierte Staffel. Am 4. Mai 2012 hat TNT die Produktion einer fünften Staffel bekannt gegeben, die wieder aus 10 Folgen bestehen soll. Die Ausstrahlung der Staffel war für Februar 2013 geplant. Im Mai 2013 gab TNT die Einstellung der Serie bekannt.

## Besetzung und Synchronisation
Die Synchronisation der Serie wurde bei der Deutschen Synchron nach Dialogbüchern und unter der Dialogregie von Michael Erdmann erstellt.

### Hauptbesetzung
| Rolle                           | Schauspieler      | Staffel              | Gast            | Deutsche Synchronstimme |
| ------------------------------- | ----------------- | -------------------- | --------------- | ----------------------- |
| Detective Nate Moretta          | Kevin Alejandro   | 1.01–3.04            |                 | Marcel Collé            |
| Officer Chickie Brown           | Arija Bareikis    | 1.01–3.10            |                 | Ulrike Stürzbecher      |
| Officer John Cooper             | Michael Cudlitz   | 1.01–5.10            |                 | Olaf Reichmann          |
| Detective Sammy Bryant          | Shawn Hatosy      | 1.01–5.10            |                 | Tommy Morgenstern       |
| Detective Lydia Adams           | Regina King       | 1.01–5.10            |                 | Peggy Sander            |
| Detective Daniel „Sal“ Salinger | Michael McGrady   | 1.01–3.10            |                 | Detlef Bierstedt        |
| Officer Ben Sherman             | Benjamin McKenzie | 1.01–5.10            |                 | Tim Knauer              |
| Officer Billy „Dewey“ Dudek     | C. Thomas Howell  | 5.01–5.10            | 1.01–4.10       | Viktor Neumann          |
| Detective Russell Clarke        | Tom Everett Scott | 1.01–1.07, 3.01–3.07 | 2.01–2.06, 5.10 | Rafi Guessous           |

### Nebenbesetzung
| Rolle                    | Schauspieler         | Gast            | Deutsche Synchronstimme |
| ------------------------ | -------------------- | --------------- | ----------------------- |
| Tammi Bryant             | Emily Bergl          | 1.01–3.10       | Claudia Gáldy           |
| Laurie Cooper            | Hedy Burress         | 1.03–3.01       |                         |
| Captain Susan Salinger   | Denise Crosby        | 1.07–2.06       | Iris Artajo             |
| Detective Rene Cordero   | Amaury Nolasco       | 2.01–2.03       | Karlo Hackenberger      |
| Detective Gil Puente     | Laz Alonso           | 2.01–2.05, 3.10 |                         |
| Detective Ray Suarez     | Clifton Collins, Jr. | 2.04            | Matthias Deutelmoser    |
| Detective Josie Ochoa    | Jenny Gago           | 3.01–3.10       | Sabine Jaeger           |
| Sergeant Hill            | Jamie McShane        | 3.02–           |                         |
| Officer Jessica Tang     | Lucy Liu             | 4.01–4.10       | Ghadah Al-Akel          |
| Detective Ruben Robinson | Dorian Missick       | 4.01–4.09       | Michael Iwannek         |
| Officer Danny Ferguson   | Lou Diamond Phillips | 4.01, 4.10      |                         |
| Captain Joel Rucker      | Carl Lumbly          | 4.02–4.08       |                         |

## Ausstrahlung

### Vereinigte Staaten
Die erste Staffel wurde in den Vereinigten Staaten von NBC ausgestrahlt. Seither wird die Serie von TNT gezeigt. Die zweite Staffel lief vom 2. März 2010 bis zum 6. April. Die dritte Staffel wurde vom 4. Januar bis zum 8. März 2011 ausgestrahlt. Die Ausstrahlung der zehnteiligen vierten Staffel war vom 17. Januar 2012 bis zum 20. März 2012 auf TNT zu sehen. Vom 13. Februar 2013 bis zum 17. April 2013 wurde die fünfte Staffel ausgestrahlt.

### Deutschland
In Deutschland hat sich kabel eins die Rechte an der Serie gesichert. Die deutschsprachige Erstausstrahlung der Serie begann am 28. August 2012. Ab dem 16. Oktober 2012 folgte die Ausstrahlung der zweiten Staffel. Aufgrund schwacher Einschaltquoten verlagerte kabel eins mit Beginn der Ausstrahlung von Staffel drei am 28. November 2012 die Serie ins Nachtprogramm und brach die Ausstrahlung im Dezember 2012 dann ab. Vom 19. März bis 24. April 2013 wurden die verbleibenden Episoden der dritten Staffel gezeigt.
Am 1. Mai 2013 begann kabel eins mit der Ausstrahlung der vierten Staffel von Southland, stellte die Ausstrahlung jedoch nach der siebten Episode am 12. Juni 2013 wieder ein. Am 30. November 2013 begann kabel eins mit der Ausstrahlung der restlichen Folgen der vierten Staffel. Die deutschsprachige Erstausstrahlung der 5. Staffel sendete der Pay-TV-Sender Sat.1 emotions vom 15. Dezember 2015 bis zum 16. Februar 2016.

## Veröffentlichungen
In den USA erschien die erste Staffel am 26. Januar 2010 auf DVD, während die zweite am 24. Mai 2011 in den Handel kam. Staffel 3 und 4 sind seit dem 5. Februar 2013 im Verkauf. Die fünfte Staffel soll ab dem 13. August 2013 verfügbar sein. In Deutschland erschienen die ersten beiden Staffeln am 21. Oktober 2011 im DVD-Format und damit noch vor der TV-Ausstrahlung. Am 7. Juni 2013 folgte die dritte Staffel.